# Братовище
Братовище — деревня в Бережковском сельском поселении Волховского района Ленинградской области.

## История
Деревня Братовище упоминается на карте Санкт-Петербургской губернии Ф. Ф. Шуберта 1834 года.

БРАТОВИЩА — деревня принадлежит Казённому ведомству, число жителей по ревизии: 28 м. п., 28 ж. п. (1838 год)

Как деревня Братовище она отмечена на карте Ф. Ф. Шуберта 1844 года.

БРАТОВИЩА — деревня Ведомства государственного имущества, по просёлочной дороге, число дворов — 13, число душ — 27 м. п. (1856 год)

БРАТОВИЩЕ — деревня казённая при реке Волхове, число дворов — 15, число жителей: 30 м. п., 31 ж. п. (1862 год)

В конце XIX — начале XX века деревня административно относилась к Михайловской волости 2-го стана Новоладожского уезда Санкт-Петербургской губернии.
По данным «Памятной книжки Санкт-Петербургской губернии» за 1905 год деревня называлась Братовища и входила в Паневское сельское общество.
Согласно военно-топографической карте Петроградской и Новгородской губерний издания 1915 года деревня называлась Братовище.
С 1917 по 1919 год деревня Братовище (Братовщина) входила в состав Михайловской волости Новоладожского уезда.
С 1919 года в составе Паневского сельсовета Пролетарской волости.
С 1924 года в составе Братовищенского сельсовета.
Согласно данным переписи населения СССР 1926 года в деревне Братовище проживали 134 человека — все русские.
С 1927 года в составе Волховского района.
В 1928 году население деревни Братовище составляло 136 человек.
По данным 1933 года деревня Братовище, вместе с деревнями Бережки, Замошье, Липняги, Наволок и Хотуча, входила в состав Братовищенского сельсовета Волховского района, административным центром сельсовета была деревня Замошье.
По данным 1936 года административным центром Братовищенского сельсовета, в состав которого входили 6 населённых пунктов, 153 хозяйства и 4 колхоза, являлась деревня Бережки.

План деревни Братовище. 1941 год

Согласно топографической карте РККА 1941 года деревня насчитывала 15 дворов.
С 1954 года в составе Прусыногорского сельсовета.
В 1958 году население деревни Братовище составляло 8 человек.
По данным 1966 и 1973 годов деревня называлась Братовищи и входила в состав Прусыногорского сельсовета.
По данным 1990 года деревня называлась Братовище и также входила в состав Прусыногорского сельсовета.
В 1997 и 2002 годах в деревне Братовище Бережковской волости не было постоянного населения.
В 2007 году в деревне Братовище Бережковского СП также не было постоянного населения.

## География
Деревня расположена в южной части района на правом берегу реки Волхов в устье реки Сестры.
Через деревню проходит автодорога 41К-022 (Кириши — Городище — Волхов).
Расстояние до административного центра поселения — 2 км.

## Демография
| 1862 | 2002 | 2007 | 2010 | 2017 |
| ---- | ---- | ---- | ---- | ---- |
| 61   | ↘0   | →0   | ↗13  | ↘11  |

### Национальный состав
Согласно данным Всероссийской переписи населения 2021 года в деревне проживали 8 человек, из них:
 русские — 7, украинцы — 1 человек.